# Al-Mi'raj

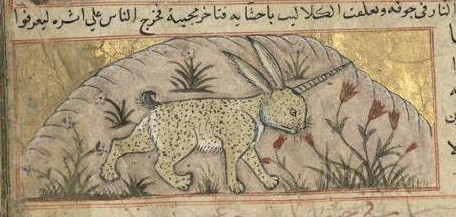
Une « bête de couleur jaune qui ressemblait à un lapin avec une corne noire ». — Bibliothèque municipale de Bordeaux, Ms 1130, fol. 54r. Dated 1565AD

Al-Mi'raj ou Almiraj (arabe : ٱلْمِعْرَاج ; al-miʿrāj) est une créature légendaire ressemblant à un lièvre ou à un lapin doté d'une corne, mentionnée dans la littérature arabe médiévale.

## Récit d'Al-Qazwini

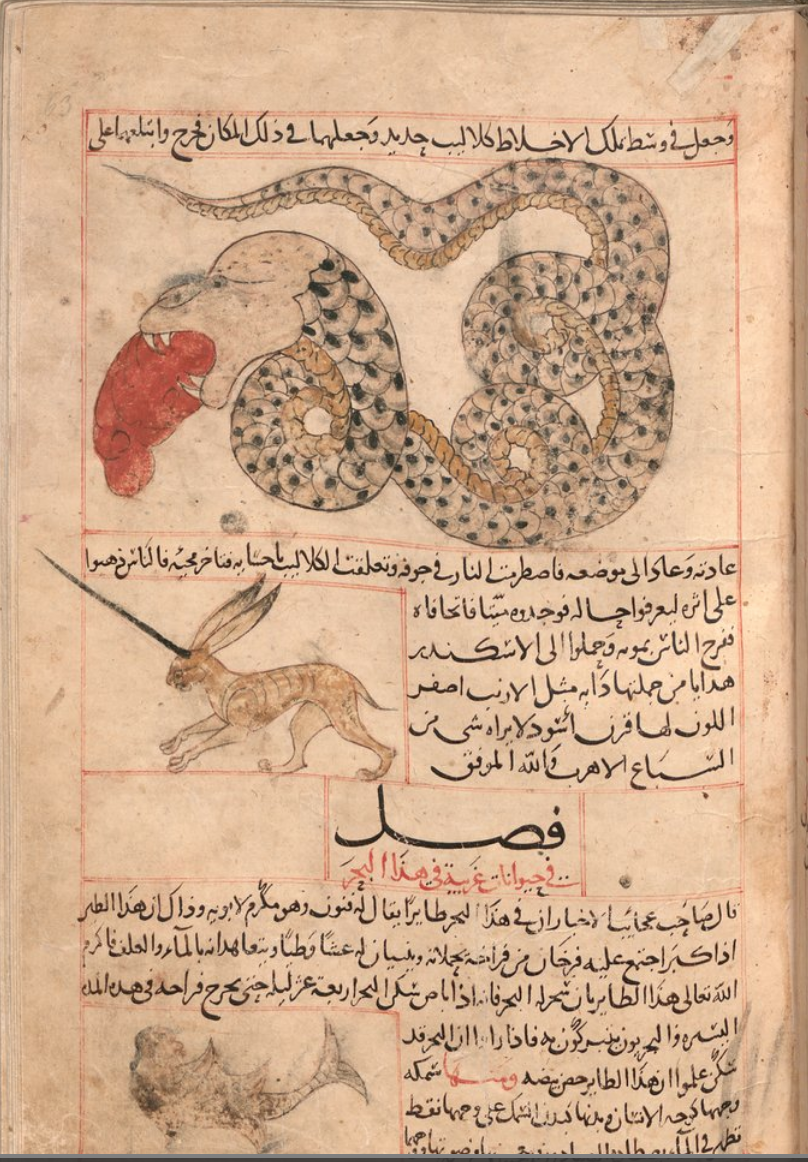
En haut, dragon mangeant une masse de chair qui est supposément une peau de bœuf remplie de soufre. Au milieu, lièvre cornu.— Earliest manuscript of Qazwini's Wonders of Creation. Bayerische Staatsbibliothek (BSB) Cod.arab. 464, fol. 63; dated to c. 1279/1280 or 1377,,.

Selon Les Merveilles des choses créées et les curiosités des choses existantes du naturaliste persan Al-Qazwini (vers 1260), Al-miʿrāj est une bête qui vivrait sur une île appelée Jazīrat al-Tinnīn (« île du serpent de mer » ou « île du dragon ») dans l'océan Indien,,. Elle ressemble à un lièvre jaune (ou un lapin), doté d'une seule corne noire. Toutes les bêtes sauvages s'enfuient à sa vue (ce qui est un trait également partagé par le karkadann, autre animal légendaire unicorne de la littérature arabe). Les insulaires en firent cadeau à Iskandar après qu'il ait aidé à tuer un dragon (ou un grand serpent) qui avait mangé leur bétail,.

### Manuscrits postérieurs
La copie la plus ancienne de Qazwini est le manuscrit de Munich, Bayerische Staatsbibliothek (BSB) Cod. Arabe. 464, qui comporte une peinture miniature du dragon et du lièvre cornu sur le folio 63,. Le dragon est représenté « dévorant des taureaux remplis de soufre, qui ressemblent à un morceau de viande rouge ».
En fonction du texte, le lièvre a été dessiné assez « fidèlement ». Par exemple, dans le manuscrit de Sarre, sous-titré « Dragon de l'île du Dragon et le lièvre miraculeux »),.
La créature est cependant représentée plutôt comme un « animal hybride qui ressemble davantage à un chien féroce » dans la copie[De quoi ?] de Berlin (Staatliche Museen, Islamische Abteilung, aujourd'hui Musée d'art islamique, Berlin).
Le manuscrit de Sarre et d'autres copies de la cosmographie de Qazwini ne mentionnent aucun nom pour le lièvre cornu,,. Michel Wiedemann, qui fournit une traduction française qui ne mentionne aucun nom pour le lièvre, est d'avis que le nom n'apparaît pas dans le texte original mais a été ajouté par des copistes ultérieurs.

## Récit d'Idrisi
Dans une recension du Nuzhat al-Mushtaq (« Le livre des voyages agréables dans des pays lointains », vers 1154) d'Al Idrissi, Le lièvre cornu est appelé ʿarāj. Et l'île habitée par les dragons s'appelle Mostachiin situé en Afrique de l'Ouest. Iskandar, ici aussi appelé Dhû-l-Qarnayn « Le Deux-Cornes », vainc le dragon par les mêmes moyens que dans le récit de Qazwini, à savoir en bourrant les deux bœufs sacrificiels de substances actives et le résultat fut que l'appât « allume le feu à l'intérieur des entrailles [du monstre], et il expire ».
Dans une édition moderne d'Idrisi, le nom du lièvre cornu est donné comme baqrāj. Mais le récit diffère quant aux circonstances : il indique qu'Iskandar avait récolté du bois d'aloès sur Lāqā, qui ne dégageait pas de parfum au début, mais se transformait en bois noir dense et finement parfumé au départ de l'île. Et il échangeait le meilleur spécimen contre d'autres marchandises, y compris le baqrāj qui ressemblait à un lièvre mais avait un pelage d'or brillant et une seule corne noire ; il faisait également fuir les animaux sauvages (qu'ils soient prédateurs, mammifères ou oiseaux).

## Traité d'Ibn al-Wardi
Le nom de la bête merveilleuse a été copié comme al-Maharāǧ dans la Margarita mirabilum ou Perle des Merveilles d'Ibn al-Wardi (en) vers 1450,.

## Divers

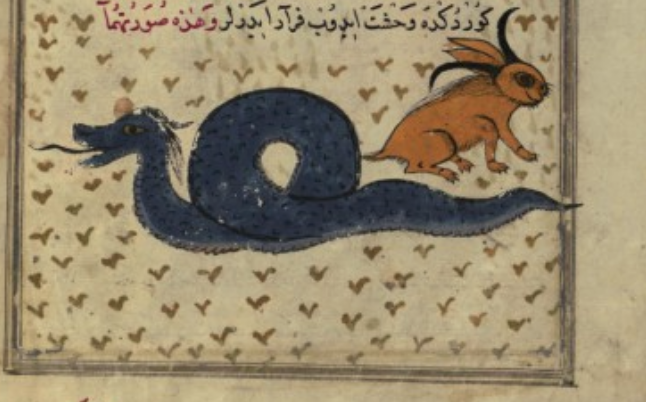
« Le dragon de l'île de Tannin et le lapin cornu », — Turkish Translation of the Wonders of Creation. Baltimore, MD., Walters Art Museum W.659, fol. 155B. Dated 1717AD,.

Il existe une traduction turque de Qazwini sur manuscrit enluminé (XVIIIe siècle, Walters Art Museum),,, et l'épisode de l'île du dragon et du lièvre cornu est illustré sur l'une de ses feuilles (Figure de droite).
Aussi, le Qanun al-Dunya (« Loi du monde ») de l'historien ottoman Ibn Zunbul (de), conservé dans un manuscrit (bibliothèque du musée Topkapi Sarayi, ms. R 1638, fol. 15v), représente le dragon et le lièvre doré à une corne.

## Variantes de la chasse au dragon
Dans la cosmologie de Qazwini, les ingrédients réactifs étaient constitués de résine de conifère/térébenthine (ou de poix ou goudron,), de soufre, de chaux vive, d'arsenic et de crochets de fer,, ou simplement de soufre et de crochets de fer, selon la recension.

### Version persane
En ce qui concerne les traités dans d'autres langues que l'arabe, il est souligné que le tueur de dragon Iskandar de Qazwini peut être identifié à l'un des shahs de l'épopée persane Shahnāma, ou « Le Livre des Rois ». Dans cette version, Iskandar/Sekandar/Sikandar emploie cinq bœufs remplis de poison et d'huile qui sont gonflés, afin de vaincre son dragon,.

### Ancienne version syriaque
La source immédiate de cette légende circulant dans le monde islamique semble être la version syriaque du VIIe siècle du Roman d'Alexandre (pseudo-Callisthène). Ici, Aleksandros après plusieurs jours, ordonne que deux grands bœufs sacrificiels soient décharnés et qu'ils soient bourrés de gypse, de poix, de plomb et de soufre pour être donnés en pâture au dragon. Lorsqu'il fut neutralisé, des boules de laiton chauffées furent jetées dans sa bouche sur ordre d'Alexandre, après quoi le monstre mourut finalement,. L'épisode n'est présent que dans la version syriaque, mais on suppose qu'il était présent dans l'original grec hypothétique (variante *δ).

### Version turque
Plus tard, le poète turc ottoman Ahmedî (mort en 1413) a composé l'Iskendername (en), en utilisant le persan Shahnāma et Iskandernāme (de) de Nizami comme matériel source. Et dans le poème d'Ahmedî, İskender utilise des crochets dans son stratagème pour détruire un dragon : à savoir, il a attaché mille crochets empoisonnés à son char tiré par des bœufs, et après s'être administré l'antidote, il a attaqué le dragon. Le dragon a alors reçu des blessures mortelles autour de sa bouche et sur sa tête. D'ailleurs, cette tactique est mise en parallèle dans le Shahnāma pour un autre roi, Isfandiyar, qui utilisait un char tiré par des chevaux et équipé d'épées pour combattre un dragon.